# Ieronim Jasinskij
Ieronim Ieronimovitj Jasinskij (ryska: Иероним Иеронимович Ясинский), född 30 april (gamla stilen: 18 april) 1850 i Charkov, död 31 december 1931 i Leningrad, var en rysk författare. 
Jasinskij uppsatte 1878 tidskriften "Slovo", i vilken han under pseudonymen Maksim Belinskij publicerade sina första noveller. År 1900 började han utge de skönlitterära månadshäftena "Jezjemesiatjnye sotjinenia". Han var en av sin tids mest produktiva ryska författare och hade en viss betydelse för den skönlitterära utvecklingen som varm anhängare av symbolism och impressionism i konsten. Jasinskijs samlade noveller och romaner utkom 1888–89 i sju band.